# Тициано Феро
Тициано Феро (на италиански: Tiziano Ferro) e италиански певец.

## Биография
Тициано е роден на 21 февруари 1980 г. в Латина (близо до Рим). През 2005 г. се мести в Лондон. След постигнати блестящи резултати в училище Тициано записва две различни специалности – една година инженерни науки, а по-късно информационни и комуникационни науки – и двете в Рим. Още по-добри са резултатите от заниманията му с музика – седем години класическа китара, една година барабани и две години пиано.
През 1996 г., когато е само на шестнайсет години, влиза в местния госпъл хор, което му помага да подобри вокалните си умения и да опознае по-добре черната музика.
През периода 1996 – 1997 г. освен че е посветен на учението, Тициано работи и като водещ в две от местните радиа.
През 1997 г. решава да участва в Академията „Санремо“, за да може да се класира на предстоящия през 1998 г. едноименен музикален фестивал в категорията Giovani (Млади), но не успява. Година по-късно се явява с песента Quanto ritornerai (Когато се завърнеш), като се оказва сред дванайсетимата финалисти, но въпреки това не е сред първите три места, които да му позволят да се класира на самия фестивал. Въпреки това изпълнението му привлича вниманието на продуцентите Мара Майонки и Алберто Салерно, които му предлагат да работят заедно. Опитват се да работят с няколко аранжори, докато най-накрая откриват Микеле Канова, който е единственият, който разбира и превръща идеите на Тициано в реалност.
През 1999 г. участва в турнето на група Sottotono като беквокалист. През 2001 г. подписва договор със звукозаписната компания EMI и още през юли същата година издава първия си сингъл, който носи заглавието Perdono, и в порядъка на два месеца се озовава на върха на двете класации в Италия – тази за продажби и тази за излъчвания.
През 2002 г. е издаден дебютният албум на Тициано – Rosso relativo, а Perdono е удостоена със златен диск. След него излиза албумът 111 и дует с британската певица Джамилия, написан специално за Летните олимпийските игри в Атина през 2004 г.
През 2006 г. издава албума си Nessuno è solo (Никой не е сам). Видеото към пилотния сингъл от него Stop! Dimentica (Спри! Забрави) е заснет в България. В края на месец април същата година посещава специално София за заснемането на клипа, което се състои в Искърското дефиле и естествените декори на ТЕЦ „София“.
Феро пее предимно на италиански, но има песни, записани и на испански, английски, френски и португалски.

## Личен живот
През 2004 г. се премества да живее в Пуебла, Мексико, през 2005 г. – в Лестър, Англия, и накрая през 2011 г. се завръща в Милано. На китката си има татуирано името на брат си Флавио.
На 20 октомври 2010 г. издава книгата Trent'anni e una chiacchierata con papà, в която публично признава, че е хомосексуален. Две години по-късно издава втората си книга L'amore è una cosa semplice, която носи името на едноименния му албум. На 28 октомври същата година е вкаран спешно в болницата „Сан Карлос“ в Мадрид поради хранително отравяне. През ноември 2012 си счупва глезена. През 2019 г. Феро зaявява в интервю, че е „гей и християнин“. През месец юли същата година Феро сключва брак с американския PR експерт Виктор Алън.

## Дискография

### Студийни албуми
- 2001 – Rosso relativo
- 2003 – 111 Centoundici
- 2006 – Nessuno è solo
- 2008 – Alla mia età
- 2011 – L'amore è una cosa semplice

### Сборни албуми
- 2014 – TZN – The Best of Tiziano Ferro

## Награди и номинации
- 2002 – „Най-добър дебют“ – Италиански музикални награди
- „Най-добър дебют“ – Фестивалбар
- 2003 – номинация „Най-добър дебют“ – Латино Грами
- номинация „Най-добър сингъл“ – Грами – Германия
- номинация „Най-добър дебют“ – Грами – Швеция
- 2004 – номинация „Най-добър италиански артист“ – Европейски MTV Награди
- 2005 – номинация „Най-добър изпълнител“ – MTV награди за Латино Музика
- номинация „Най-добър изпълнител“ – Грами – Мексико